# Schwefeltrioxid-Dioxan
Schwefeltrioxid-Dioxan ist ein Elektronen-Donor-Akzeptor-Komplex des Schwefeltrioxids mit Dioxan.

## Herstellung
Zur Herstellung des Komplexes kann flüssiges Schwefeltrioxid direkt zu Dioxan oder zu einem Gemisch aus Dioxan und 1,2-Dichlorethan gegeben werden. Alternativ kann gasförmiges Schwefeltrioxid in ein Gemisch von Dioxan mit 1,2-Dichlorethan oder Tetrachlormethan geleitet werden. Eine sehr einfache Gewinnung ist durch Umsetzung von Dioxan mit Trimethylsilylchlorsulfonat möglich. Das dabei entstehende Trimethylsilylchlorid kann einfach abdestilliert werden.

## Eigenschaften und Reaktionen
Schwefeltrioxid-Komplexe sind in der Handhabung einfacher als freies Schwefeltrioxid und sind deutlich mildere Reagenzien. Die Reaktivität hängt von der komplexierenden Komponente ab, je basischer diese ist, desto stabiler und desto weniger reaktiv ist im Allgemeinen der Komplex. Im Vergleich zu anderen Schwefeltrioxid-Komplexen ist Schwefeltrioxid-Dioxan besonders reaktiv und wird oft vor Gebrauch frisch hergestellt. Beim Erhitzen zersetzt es sich ab etwa 75 °C, bei längerer Aufbewahrung kann es sich aber auch bei Raumtemperatur spontan zersetzen. Bei Kontakt mit Wasser zersetzt es sich sofort unter Bildung von Schwefelsäure und Freisetzung von Dioxan.
Das Reagenz eignet sich zur Herstellung von Schwefelsäureestern aus Alkoholen und von Sulfonsäuren aus Alkenen. Der Komplex kann viele Alkohole schnell (in wenigen Minuten) und quantitativ zu Sulfaten umsetzen. Beispiele hierfür sind Ethanol, 1-Butanol, sec-Butanol, tert-Butanol, 1-Nonanol, Benzylalkohol, Cyclohexanol, Borneol und Menthol. Bei Verbindungen mit mehreren OH-Gruppen dauert die Umsetzung oft deutlich länger. Beispiele sind 1,4-Butandiol, Pinacol, sowie Monosaccharide wie Glucose, Galactose und Fructose. Durch seine hohe Reaktivität kann Schwefeltrioxid-Dioxan viele Alkene in Sulfonsäuren überführen. Dies funktioniert mit anderen Komplexen wie Schwefeltrioxid-Pyridin deutlich schlechter. Liegen Doppelbindungen und Hydroxygruppen gemeinsam vor, wird bevorzugt aus dem Alkohol ein Sulfat gebildet. Nur bei einem Überschuss an Reagenz und längeren Reaktionszeiten werden die Doppelbindungen sulfoniert. Der Komplex kann in Phenylalkansäuren wie Phenylessigsäure oder Phenylpropansäure selektiv am Kohlenstoff neben der Säuregruppe eine Sulfonsäuregruppe einführen.

Der Komplex aus Schwefeltrioxid und Dioxan eignet sich zur Veresterung von Benzylalkohol

Schwefeltrioxid-Dioxan eignet sich auch zur Sulfonierung von Aromaten durch eine ipso-Substition ausgehend von Trimethylsilylverbindungen, beispielsweise Trimethylsilylbenzol. Dabei wird zunächst der Trimethylsilylester der Sulfonsäure erhalten. Durch Umsetzung mit Natriumhydroxid und Tetrabutylammoniumhydrogensulfat kann dieser in das Tetrabutylammoniumsalz überführt werden. Arylsubstituierte Alkine können mittels Schwefeltrioxid-Dioxan zu 1,2-Diketonen oxidiert werden.

## Externe Links zu erwähnten Verbindungen
1. ↑  Externe Identifikatoren von bzw. Datenbank-Links zu Trimethylsilylchlorsulfonat:  CAS-Nr.: 4353-77-9, PubChem: 78059, Wikidata: Q83068928.